# 吾妻山
吾妻山（あづまやま）もしくは吾妻連峰（あづまれんぽう）は、福島県と一部は山形県の県境に沿って東西に伸びる火山群・山塊の総称である。最高峰は西吾妻山（2,035 m〈メートル〉）。日本百名山やうつくしま百名山にもあげられている。
火山噴火予知連絡会によって火山防災のために監視・観測体制の充実等の必要がある火山に選定されている。

## 概要
吾妻山は、福島県福島市西部から一部は山形県米沢市南部の天元台にかけて、東西およそ20 km（キロメートル）、南北およそ10 kmにわたって標高2,000 m級の火山が連なる山脈である。福島市街地から見て西側に吾妻連峰の最東部の吾妻小富士（1,705 m）、東吾妻山（1,975 m）、一切経山（1,949 m）がある。一切経山と吾妻小富士に囲まれた平坦地が浄土平（1,580 m）である。中央部には東大巓（1,928 m）、中吾妻山（1,931 m）、最西部には中大巓（1,964 m）、西吾妻山（2,035 m）、西大巓（1,982 m）などの山々がゆるやかに盛り上がっている。東北の山では数少ない2,000 mを超える山があるなど高峰であるが、なだらかな山が多く特徴に乏しくて遠くから個々の山を同定するのは難しい。

## 吾妻火山

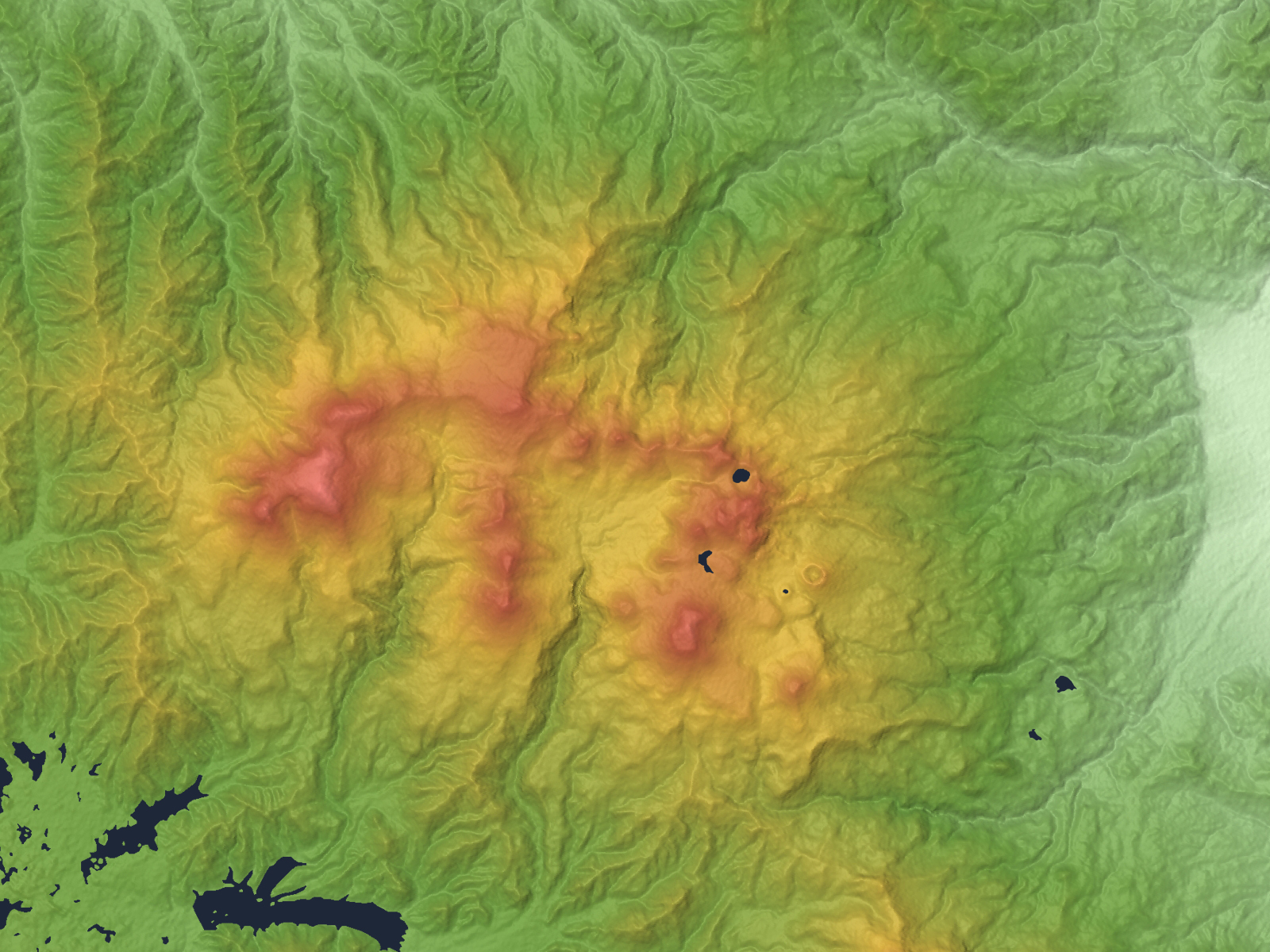
吾妻火山の火山体地形図

吾妻火山は、おおまかに東吾妻火山群、中吾妻火山群、西吾妻火山群に分けられる。火山活動は約150万年前から100万年前頃から始まったと考えられるが、それぞれの火山体の形成年代についてはよくわかっていない。カリウム・アルゴン年代や地形の浸食の状況から、火山活動の中心は西から東に移動してきたと考えられる。西吾妻火山群と中吾妻火山群は約30万年前頃までに活動をほぼ終息している。東吾妻火山群は約28万年から10万年前頃に山体崩壊を起こし、浄土平を火口底とする馬蹄形のカルデラを形成した。その後約7,000年前から約1,000年前までの活動で吾妻小富士、桶沼、五色沼などの火口が形成された。

### 有史以降のおもな活動
有史以降の噴火は一切経山に限られる。また、江戸時代の火山活動は不明点が多い。
- 1331年 水蒸気噴火からマグマ噴火に移行。火山爆発指数:VEI1
- 1711年頃 小規模な水蒸気噴火。明治噴火よりも規模は大きい[3]。火山爆発指数:VEI1
- 1893年 - 1895年（明治26年 - 28年）小規模な水蒸気噴火[5]。明治噴火。火山爆発指数:VEI1
  - 1893年6月7日の噴火により火口付近調査中の地質調査所職員2名死亡。
- 1950年（昭和25年） 水蒸気噴火。火口湖から酸性水が流出し、下流で魚が死に、発電施設に被害。
- 1977年（昭和52年） 水蒸気噴火。12月7日早朝に小規模の噴火し、火口周辺に極少量の降灰。盛んな噴気活動は1979年まで継続。
- 1996年 - 2006年 散発的に地震、群発地震活動、火山性微動、地殻変動を観測。
- 2008年11月 一切経山より立ち昇る噴気が確認され、福島市内の広い範囲で噴気が原因と考えられる異臭騒ぎがあった。
- 2014年12月に気象庁は噴火警戒レベルを1（平常）から2（火口周辺規制）に引上げた[6]。2015年1月、大穴火口の直下付近が震源とみられる火山性地震が急増[7]。その後、2016年5月以降は地震の少ない状態で経過し、2016年10月、気象庁は噴火の兆候が認められないことから、噴火警戒レベルを2（火口周辺規制）から1（平常）に引き下げた[8]。
- 2019年5月9日に気象庁は、5月5日頃から火山性地震が多い中、浄土平観測点に設置している傾斜計で上がりの明瞭な傾斜変動が見られたとし、噴火警戒レベルをレベル1（活火山であることに留意）からレベル2（火口周辺規制）に引き上げた[9]。

## 植生
山頂部は気候的には亜高山帯に属するが、風が強く積雪量が多いという厳しい環境であるためハイマツ帯が広がり、高山植物が分布している。その周辺にはヤエハクサンシャクナゲ（ネモトシャクナゲ）の自生地がある。ネモトシャクナゲはハクサンシャクナゲの花が八重咲きになったもので、福島県の県花である。吾妻山の賽の河原北部の約8 haは、自生地として国の天然記念物に指定されている。

## 主な山
吾妻連峰を構成する主な峰々を東から記載する。
- 吾妻小富士（1,707 m）
- 高山（1,805.3 m）
- 東吾妻山（1,975.3 m）
- 蓬莱山（1,802 m）
- 前大巓（1,911 m）
- 一切経山（1,949.4 m） - 日本三百名山
  - 五色沼
- 家形山（1,877 m）
- 兵子（1,829 m）
- 大日岳（1,621.6 m）
- ニセ烏帽子山（1,836 m）
- 烏帽子山（1,879 m）
- 昭元山（1,893.1 m）
- 東大巓（1,928.3 m） - 「ひがしだいてん」
- 継森（1,910.7 m）
- 中吾妻山（1,931.1 m）
- 中大巓（1,964.0 m）
- 西吾妻山（2,035 m） - 吾妻連峰最高峰
- 西大巓（1,982.1 m）
- 矢筈山（1,510 m）

## 観光
吾妻連峰はほぼ全域が磐梯朝日国立公園に含まれている。東北地方南部でも有数の観光地であり、磐梯吾妻道路（磐梯吾妻スカイライン）と第二磐梯吾妻道路（磐梯吾妻レークライン）の2本の観光道路があるほか、周辺には白布（しらぶ）温泉や土湯温泉など多数の温泉が湧出し、特に紅葉やスキーの時期には多数の観光客が訪れる。浄土平は空気が澄んでおり光害も少ないことから天体観測の好適地として知られ、福島市の浄土平天文台が置かれている。

### 登山・トレッキング
浄土平から一切経山、東大巓を経て西吾妻山へ縦走することも可能であるが、家形山～東大巓間にて笹薮がひどく薮漕ぎを強いられることがある。
西吾妻山
コースはいくつかあるが、最もポピュラーなコースとして挙げられるのが以下のコース。
中大巓麓にある天元台高原スキー場のロープウェイとリフト（夏期も営業）を乗り継いで標高1,850 mまで到達。そこから稜線までは30分程度。池塘が点在する高原湿原を梵天岩経由で頂上まで1時間程度。家族ハイクなど初心者向きといえるが、標高2,000 m級の高山であり相応の装備は必須。

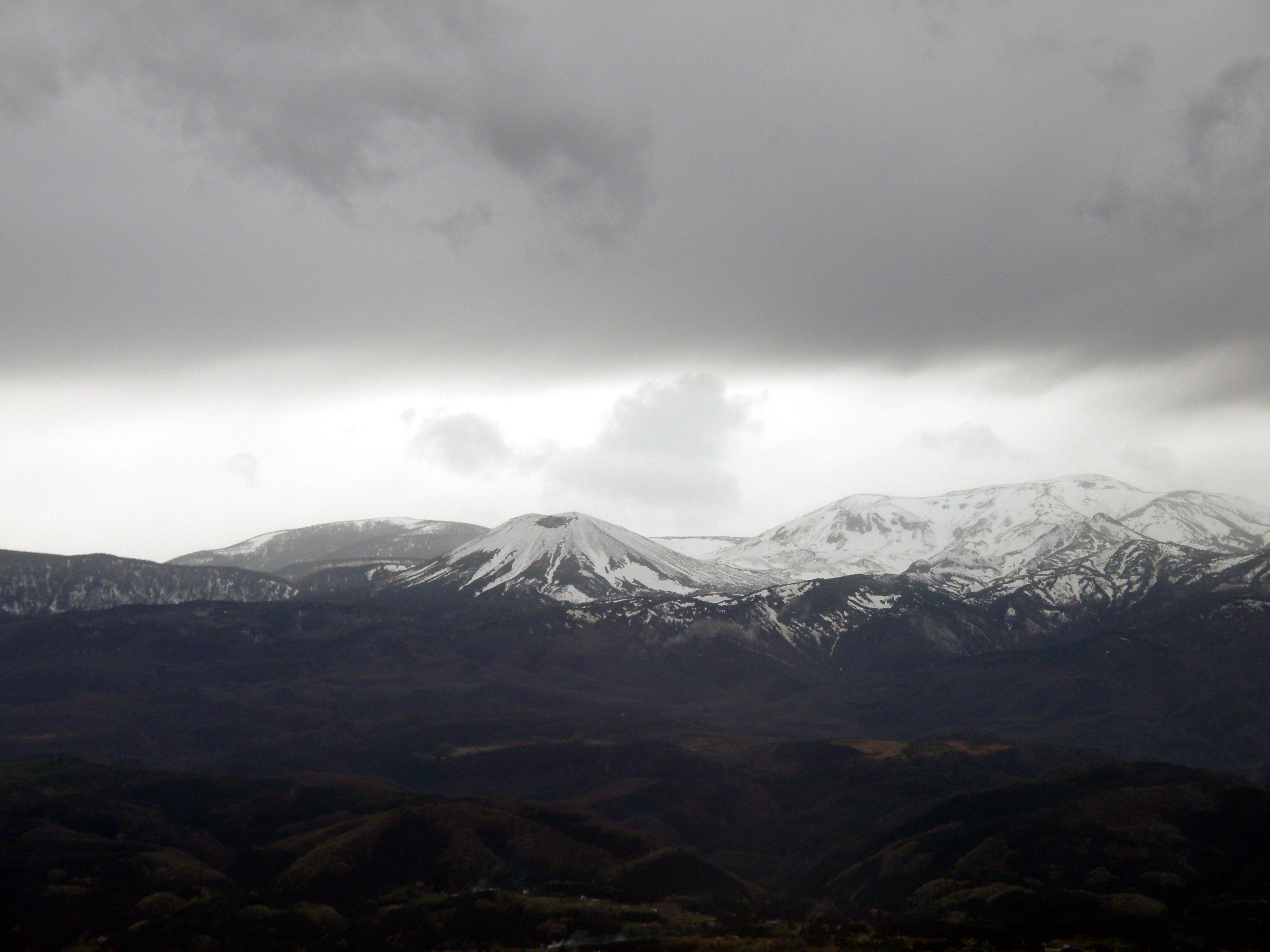
吾妻の雪うさぎ

一切経山

吾妻小富士

浄土平

鎌沼
鎌沼コース、浄土平ビジターセンター
五色沼 (福島市)

## 吾妻山に関連する名称
急行「あづま」
上野 - 福島・仙台間を東北本線経由で運行した急行列車。1958年（昭和33年）10月運行開始、東北新幹線開業後の1985年（昭和60年）3月廃止。
装甲巡洋艦「吾妻」
日露戦争開戦前の主力艦12隻のうちの1隻、「吾妻」。

## 画像

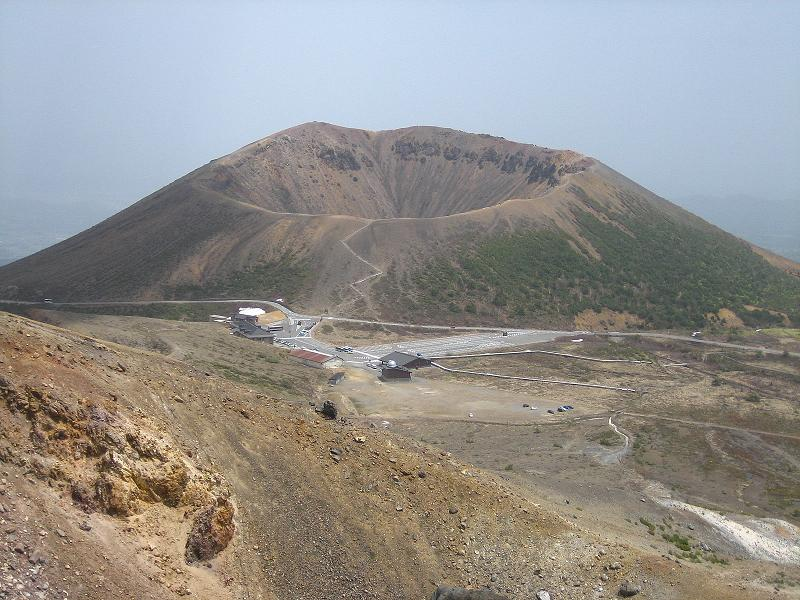
吾妻小富士
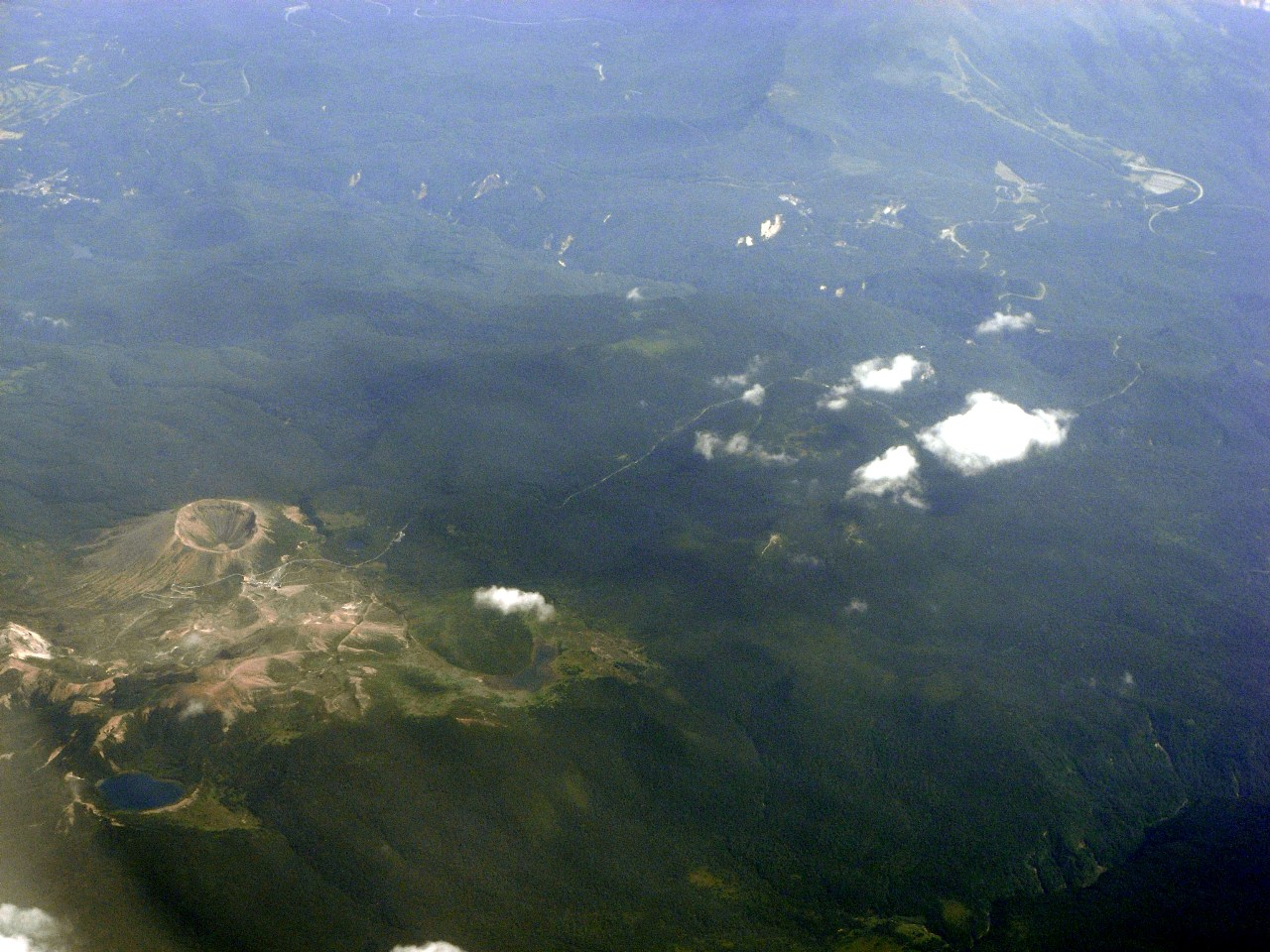
高空より見る吾妻小富士
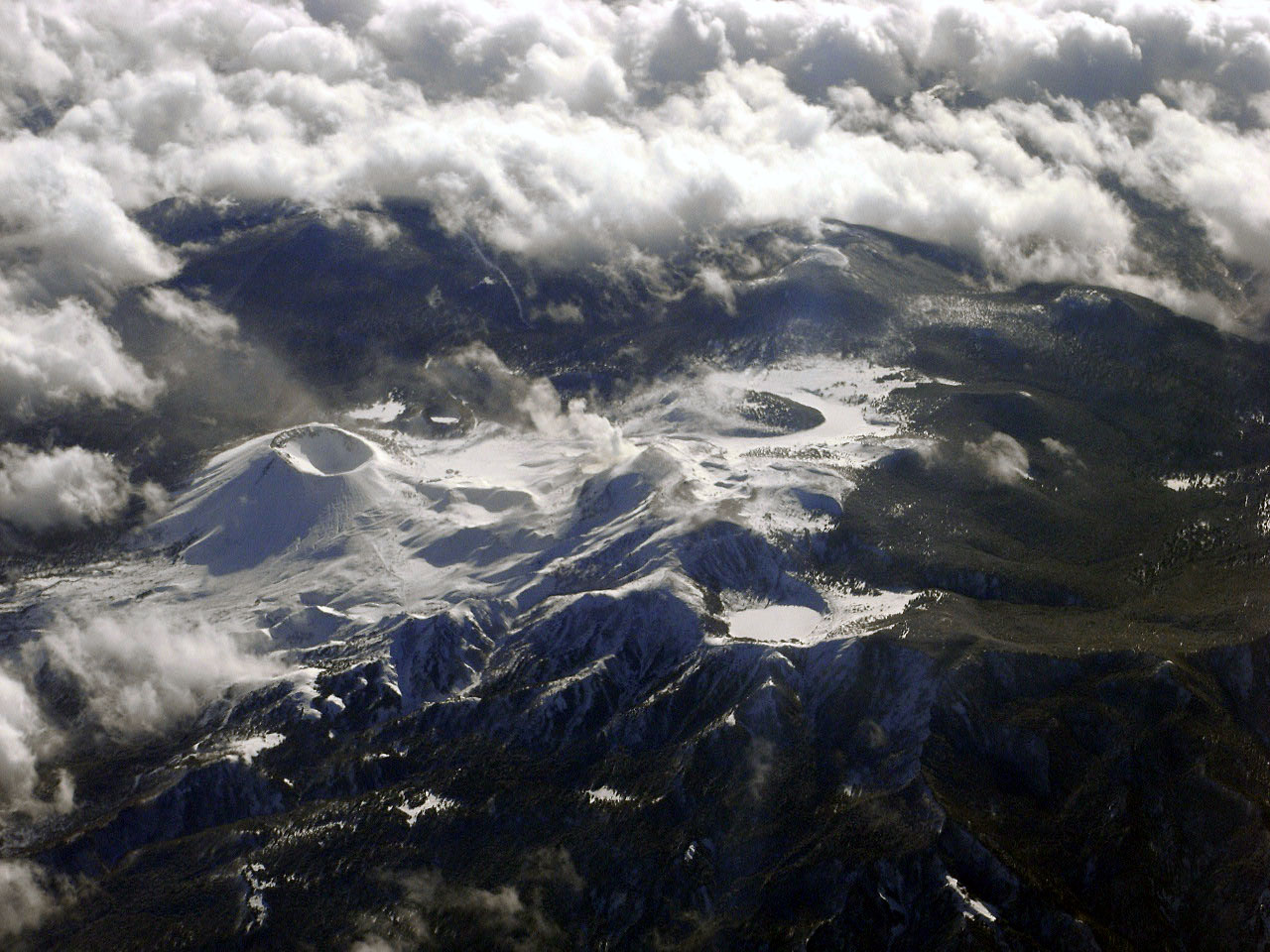
高空より見る吾妻小富士と噴気をあげる一切経山
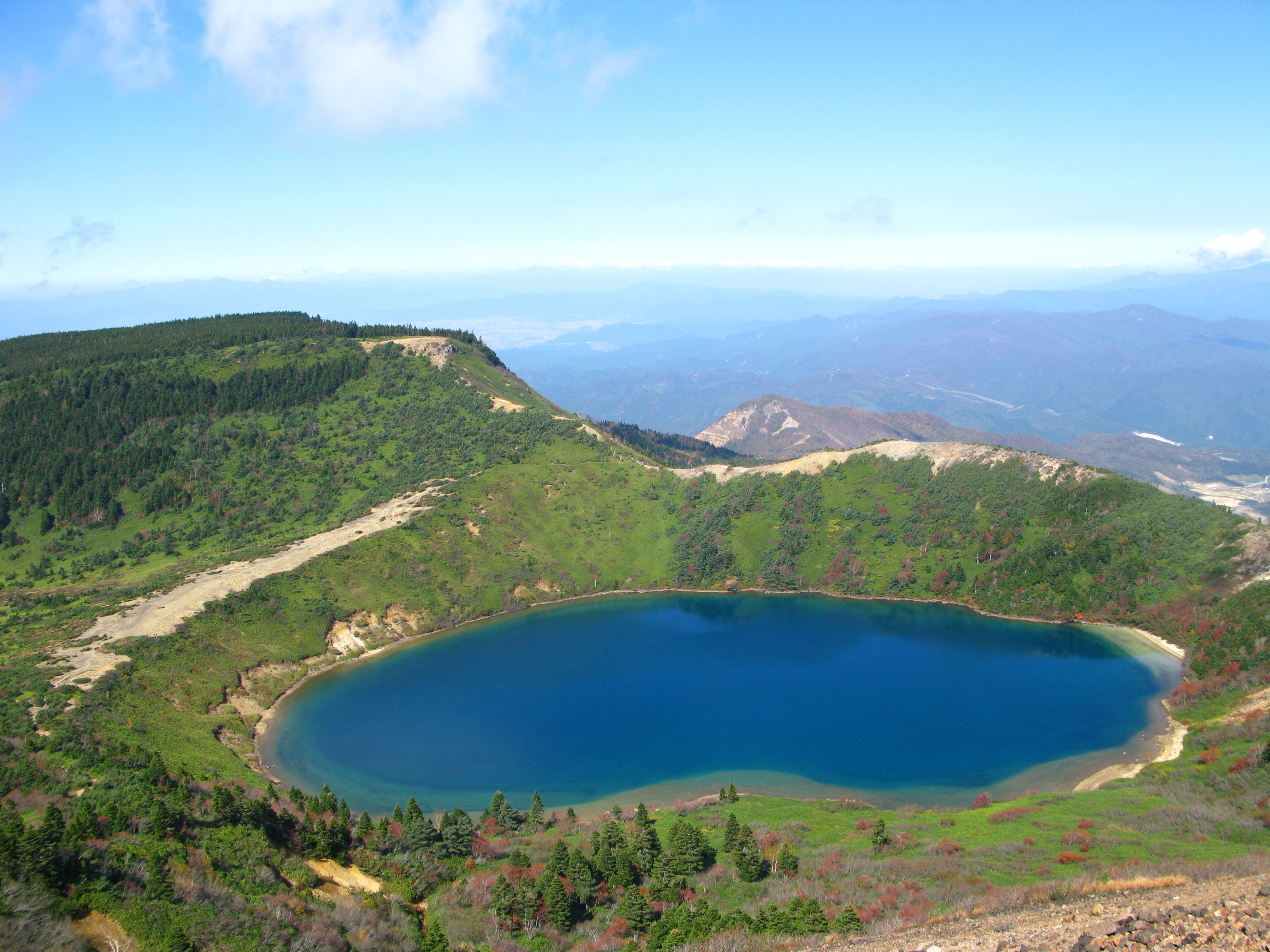
一切経山からの五色沼
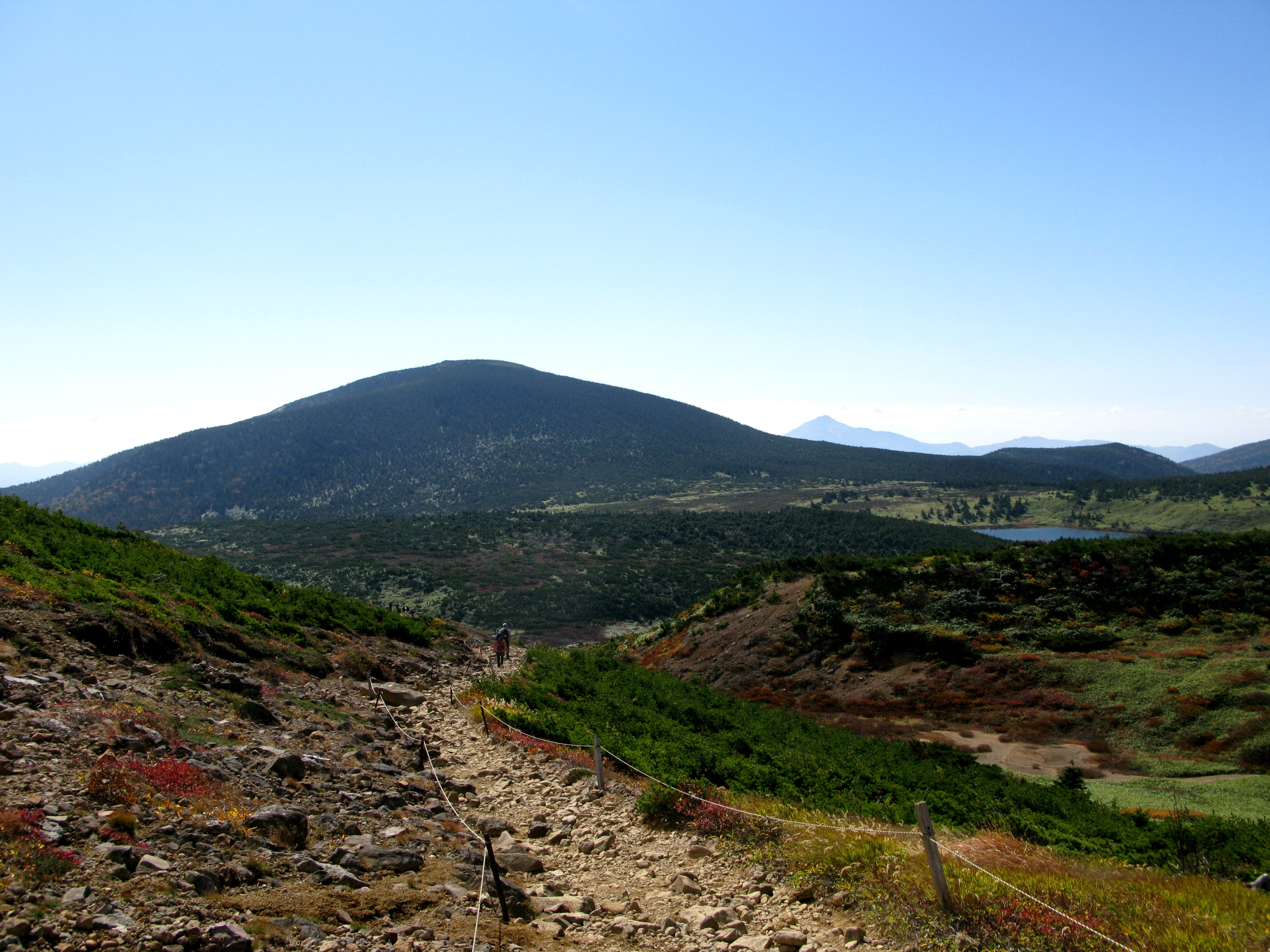
東吾妻山
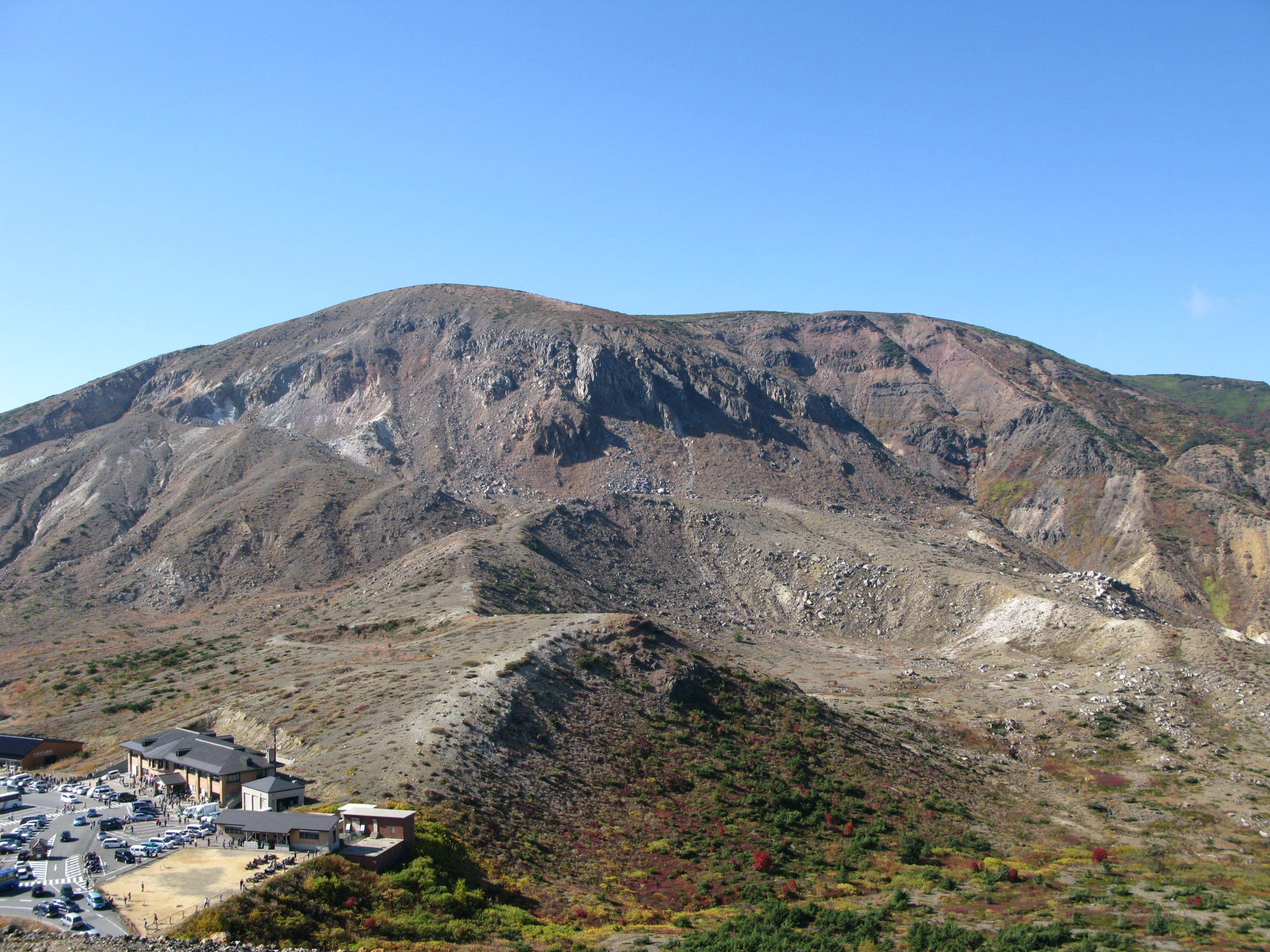
一切経山
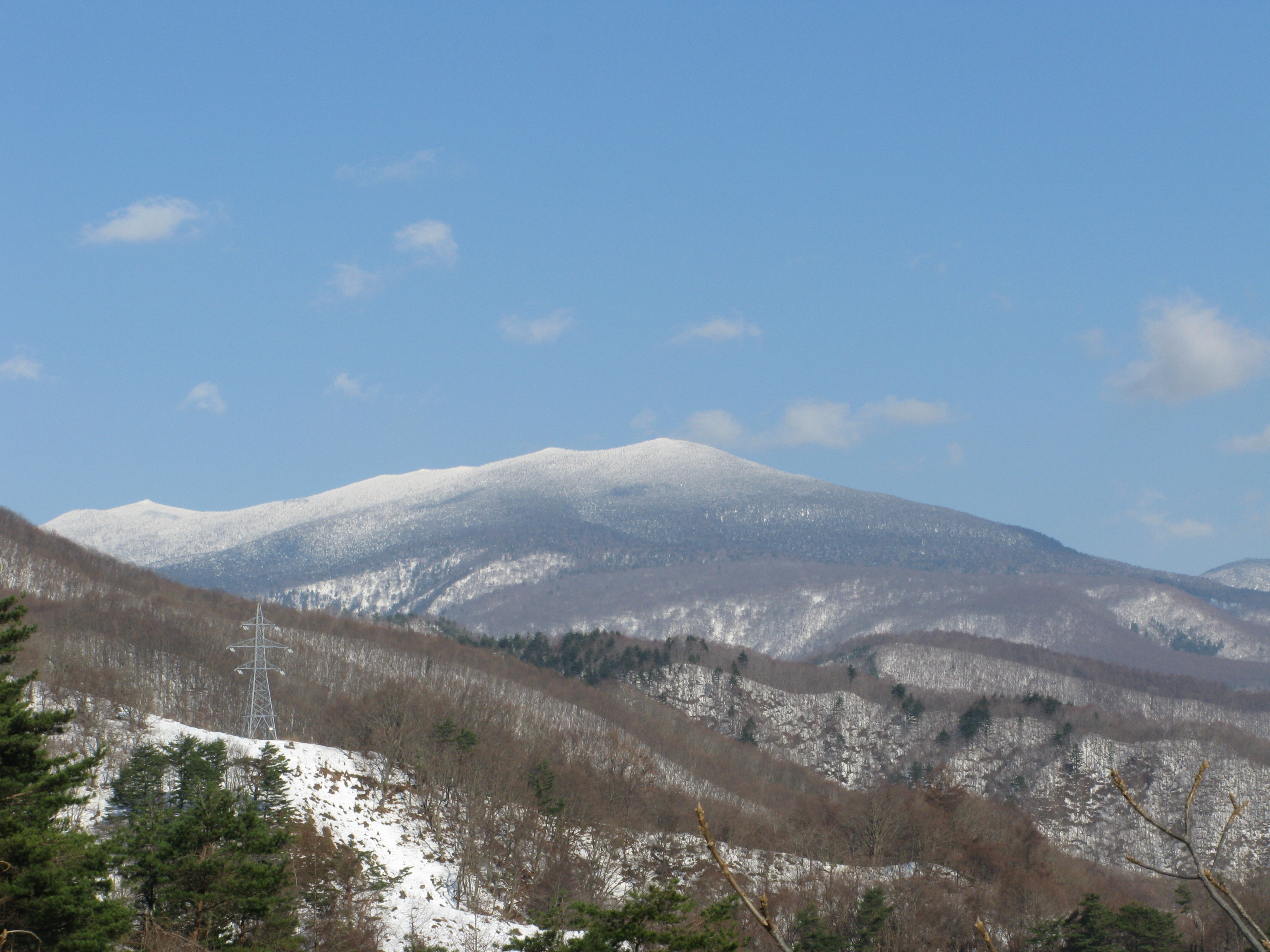
中吾妻山
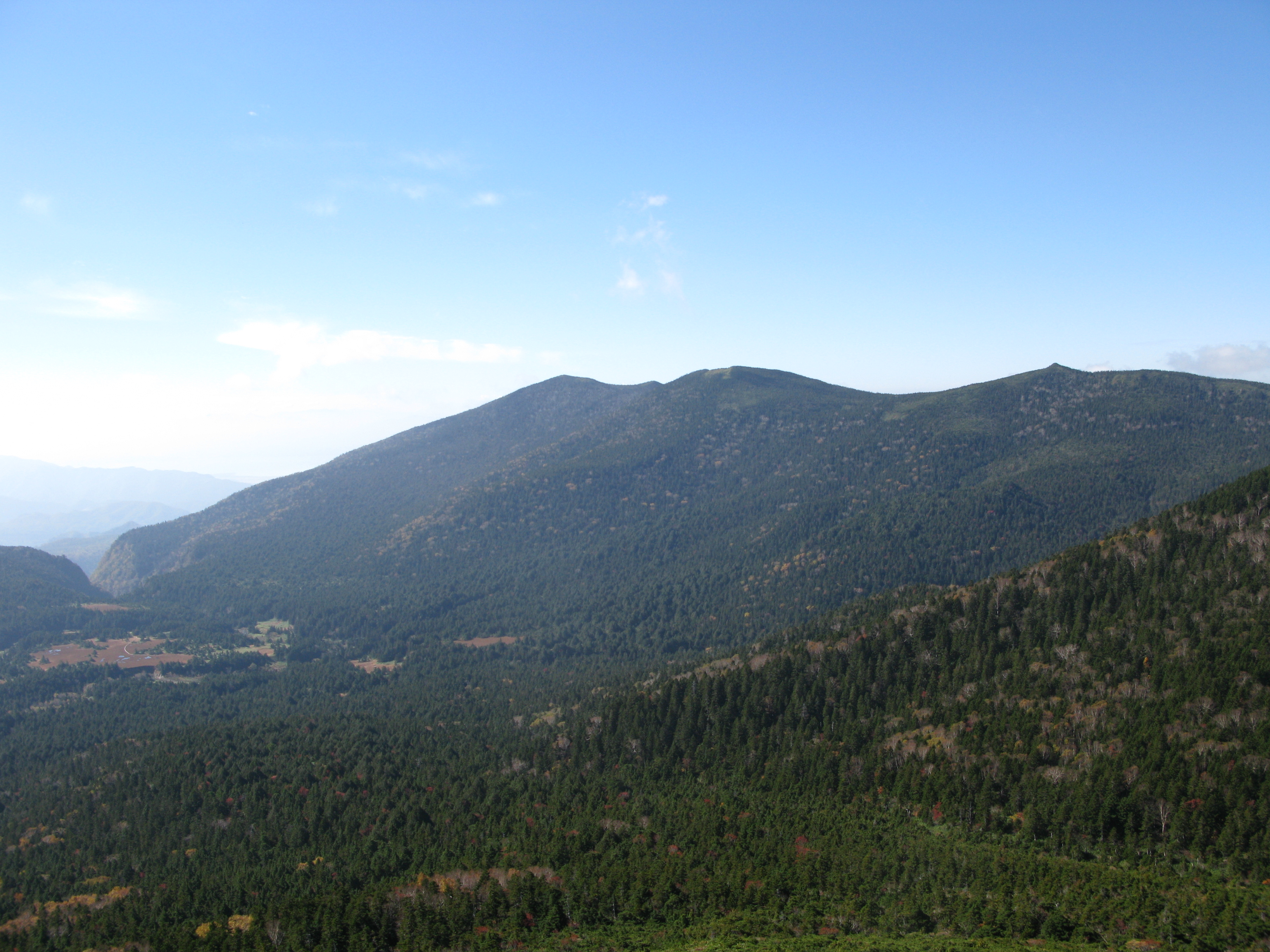
烏帽子山から中吾妻山、谷地平湿原（左）
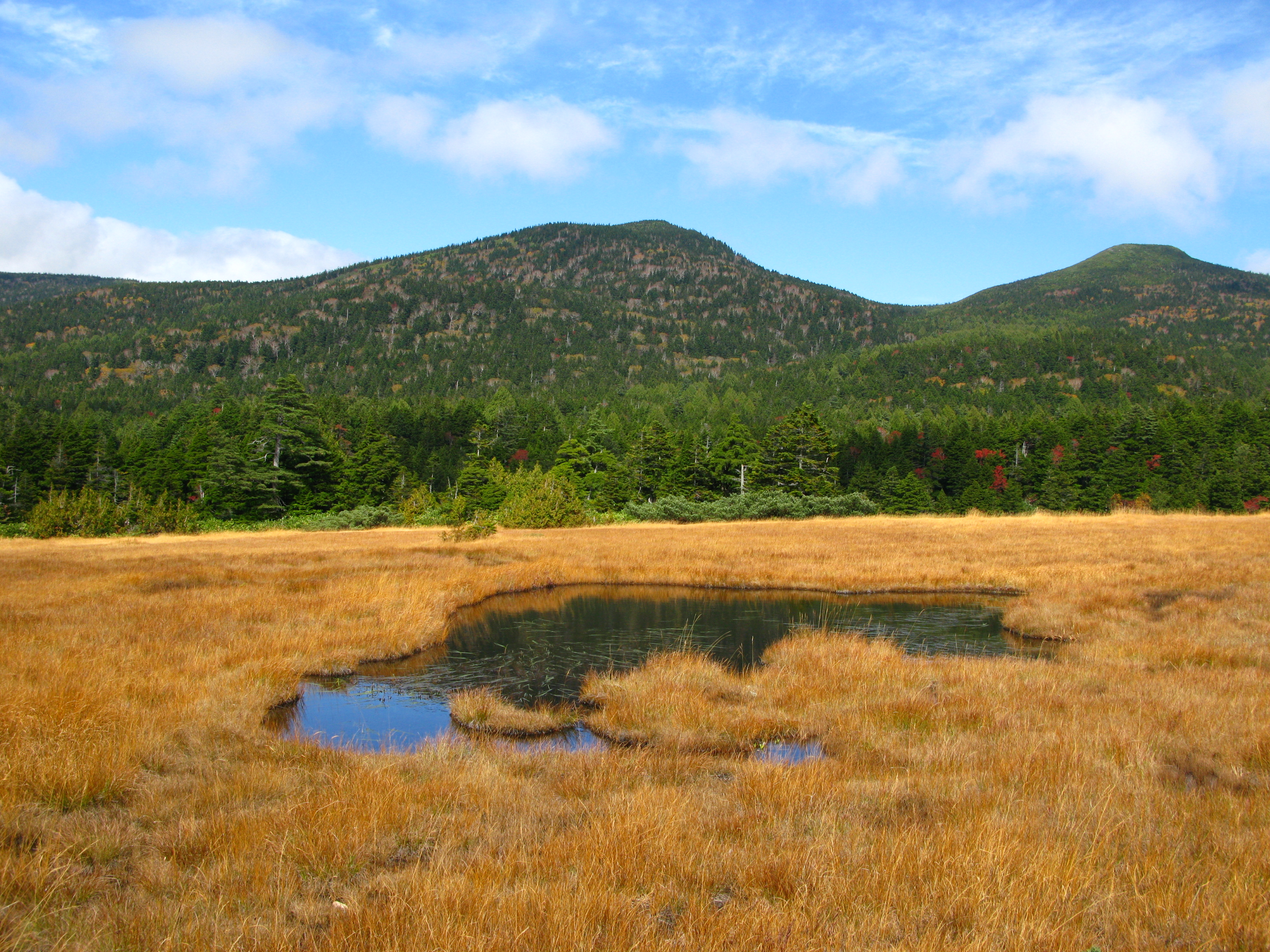
谷地平湿原、昭元山（中央）と烏帽子山（右）